# Bosom Pals
Bosom Pals è una serie televisiva animata britannica del 2004, prodotta da Tiger Aspect Productions e BBC Worldwide.
Basata sulle opere di Beryl Cook, la serie consiste di due speciali televisivi trasmessi il 26 gennaio e il 2 febbraio 2004. In Italia sono stati trasmessi su Jimmy il 21 luglio 2004.

## Trama
La serie racconta le vite di sette amiche capeggiate da Stella, che trascorrono le loro giornate al Dolphin Pub di Plymouth. Sotto il controllo di Billy, il locale è teatro delle loro vicende personali e dei loro sbalzi d'umore, mostrandosi spesso adirate e tristi ma anche ciniche e cattive.

## Episodi
| nº | Titolo originale | Titolo italiano       | Prima TV UK     | Prima TV Italia |
| -- | ---------------- | --------------------- | --------------- | --------------- |
| 1  | Joan's Birthday  | Buon compleanno, Joan | 26 gennaio 2004 | 21 luglio 2004  |
| 2  | Hoe Dunnit?      |                       | 2 febbraio 2004 | 21 luglio 2004  |

## Personaggi e doppiatori
- Stella, voce originale di Dawn French, italiana di Ludovica Modugno.
- Marie, voce originale di Jessica Hynes, italiana di Paola Majano.
- Myfanwy, voce originale di Rosemary Leach, italiana di Cristina Dian.
- Peg, voce originale di Geraldine McNulty.
- Crystal, voce originale di Robert Pugh, italiana di Paolo Marchese.
- Billy, voce originale di Timothy Spall, italiana di Gianni Bersanetti.
- Joan, voce originale di Alison Steadman, italiana di Anna Melato.
- Fudge, voce originale di Sophie Thompson, italiana di Lorenza Biella.